# Asplenium lividum
Asplenium lividum là một loài thực vật có mạch trong họ Aspleniaceae. Loài này được Mett. ex Kuhn miêu tả khoa học đầu tiên năm 1869.